# Пуштунізація
Пуштунізація (пушту پښتون‌ جوړونه  або афганізація) — процес культурного або мовного поглинання, в результаті якого люди не-пуштунського походження приймають культуру і спосіб життя пуштунів. Люди інших національностей, при переїзді в пуштунські райони, як правило, асимілюються, приймають пуштунвалай і вивчають мову пушту. Пуштунізація є специфічною формою культурної асиміляції, характерною для Афганістану та північно-західних районів Пакистану.
Пуштунізація Пешавара активно відбувалася з початку XVI століття за пуштунської династії Сурі, яка правила в Делі.
Новий імпульс отримала в середині XVIII століття, коли пуштун Дуррані завоював величезні землі, населені іншими народами, і заснував переважно пуштунську державу Дурранійську імперію.
У 1893 британці провели лінію Дюранда, розділивши пуштунські племена. Сьогодні ця лінія утворює афгано-пакистанський кордон, а багато з пуштунів Пакистану говорять на дарі та урду замість пушту.
В умовах «великої гри» 1880-х Британська імперія, розраховуючи стримати просування Росії на південь у бік Індії, ініціювала заселення лояльними пуштунами північних районів сучасного Афганістану.
На початку XX століття політику найбільшого сприяння пуштунам-переселенцям (включаючи пільгове оподаткування) проводив Мухаммед Надір-шах. 
На початку XXI століття пуштунізацію етнічних меншин Афганістану нав'язував рух "Талібан".
Поняття «пуштунізація» може також відноситися до врегулювання питань проживання пуштунських племен на землях, де також проживають не-пуштунські племена або в більш широкому розумінні: місцеві звичаї, традиції та мови непуштунських народів витісняються завдяки політичній владі пуштунів в Афганістані. При цьому відомі випадки, коли не пуштунські афганці та пакистанці, які проживають в безпосередній близькості до пуштунів, приймали пуштунвалай добровільно.